# Leveranstidningen Entreprenad
Leveranstidningen Entreprenad är en svensk tidskrift som bevakar entreprenadbranschen. Bland kärnämnena finns bland annat anläggning, företag, entreprenadmaskiner, maskinentreprenörer, schakt, gruvor, rivning, återvinning och täkter. Tidningen kommer ut 16 gånger per år och skickar också ut nyhetsbrev.
Tidningen fick sitt namn då tidningarna Svensk Leveranstidning (som startades 1930) och Entreprenadmeddelanden (som startades 1959) slogs samman 1970. 
Leveranstidningen Entreprenad ägs sedan 2016 av det danska fackpressförlaget Nordiske Medier. Tidigare ägare är bland annat Mentor Communications, Aller Business, Harrierföretagen och Svenska Tryckcentralen.